# İbrahim Hakkı Paixà
İbrahim Hakkı Paşa (Beşiktaş, Istanbul, 1863 - Berlín, 29 de juliol de 1918) fou gran visir otomà.
Va estudiar, aprenent l'anglès i el francès, i es va diplomar el 1882 treballant llavors pel ministeri d'afers exteriors i ocupant diversos càrrecs.
Després del 1908, amb els Joves Turcs, va entrar als gabinets de Kıbrıslı Mehmed Kâmil Paşa ocupant les cartes de l'Interior i d'Instrucció, i després fou enviat a Itàlia com ambaixador. El 28 de desembre va dimitir el gran visir Husayn Hilmi Pasha i Ibrahim Hakki Pasha fou cridat al seu lloc (12 de gener de 1910) per ser considerat neutral entre els unionistes (Comité Unió i Progrés) i els conservadors. Un dels seus primer actes fou nomenar com a ministre de la guerra Mahmud Şevket Paşa, el general que dominava la política otomana, que així va quedar sota control del govern.
Va governar 20 mesos en els quals els que va procurar fer de mediador en els conflictes entre unionistes i conservadors i va mantenir la pau. Va dimitir el 30 de setembre de 1911 després de l'ultimàtum italià i la declaració de guerra.
Es va dedicar a l'ensenyament però el gener 1913 el Comitè Unió i Progrés va agafar el poder i el va enviar en una missió a Londres on va restar 17 mesos. El juliol de 1915 fou nomenat ambaixador a Berlín al lloc del general Mahmud Mukhtar Pasha. Va negociar nous tractats amb Alemanya que posaven fi a les capitulacions. El març del 1918 va ser un dels signataris del tractat de Brest-Litovsk. Va morir a Berlín el 29 de juliol de 1918.